# Tritoniopsis flexuosa
Tritoniopsis flexuosa är en irisväxtart som först beskrevs av Carl von Linné d.y., och fick sitt nu gällande namn av Gwendoline Joyce Lewis. Tritoniopsis flexuosa ingår i släktet Tritoniopsis och familjen irisväxter. Inga underarter finns listade i Catalogue of Life.